# Kratovo (gmina Priboj)
Kratovo (cyr. Кратово) – wieś w Serbii, w okręgu zlatiborskim, w gminie Priboj. W 2011 roku liczyła 285 mieszkańców.